# Liriomyza bulbata
Liriomyza bulbata este o specie de muște din genul Liriomyza, familia Agromyzidae, descrisă de Friedrich Georg Hendel în anul 1931.
Este endemică în Finlanda. Conform Catalogue of Life specia Liriomyza bulbata nu are subspecii cunoscute.